# Rheasilvia
Rheasilvia  är den mest märkbara ytstrukturen på asteroiden 4 Vesta och tros vara en nedslagskrater. Med en diameter på 460 km, är den 80 % av själva asteroidens diameter, vilket gör den till en av de största kratrarna i solsystemet, och täcker större delen av södra halvklotet. Krater skymmer delvis den äldre och nästan lika stora kratern Veneneia. Rheasilvia upptäcktes i bilder tagna av Hubbleteleskopet 1997, men namngavs inte förrän rymdsonden Dawn anlände Vesta in 2011. Namnet kommer från Rhea Silvia, en mytologisk vestal och modern till Romulus och Remus, Roms grundare.
Rheasilvia har en kant längs delar av perimetern som höjer sig 4–12 km över den omkringliggande terrängen. Kraterns botten ligger 13 km under den omkringliggande ytan. Ytan i kraterns botten består av vågformad terräng och ett centralberg nästan 200 km i diameter, som reser sig 23 km, det högsta kända berget i solsystemet. Spektroskopisk analys av bilder tagna av Hubble har visat att kratern har trängt djupt igen flera distinkta lager i Vestas skorpa, och möjligen även i manteln, att tyda av förekomsten av spektrallinjer från olivin.
Vesta har ett system av skåror i ekvatorialzonen som löper parallellt med Rheasilvias kraterkant. Dessa tros vara kompressionsfrakturer från nedslaget som skapade kratern. Man förväntar sig hitta nedslagsrelaterad topografi vid antipoden också, men detta kan inte bekräftas av Dawn förrän nordpolen träder ut ur mörkret och blir synlig vid slutet av Vestas nordliga vinter.
Det uppskattas att nedslaget grävde ut ungefär 1 % av Vestas volym, och att det är sannolikt att Vestafamiljen och V-typ- asteroiderna är resultatet av kollisionen. Om så är fallet, visar det faktum att 10 km stora fragment har överlevt så länge som till nutid att kratern är högst 1 miljard år gammal. Den tros också vara källan till HED-meteoriterna. 6 % av den utstötta materien från kratern har identifierats med kända V-typ asteroider, medan resten av massan består av fragment som antingen är för små för att observeras, eller som har försvunnit från asteroidbältet genom att ha närmat sig kirkwoodgapet med 3:1 resonans med Jupiter, genom Jarkovskij-effekten eller (för de minsta fragmenten) genom strålningstryck.

## Galleri

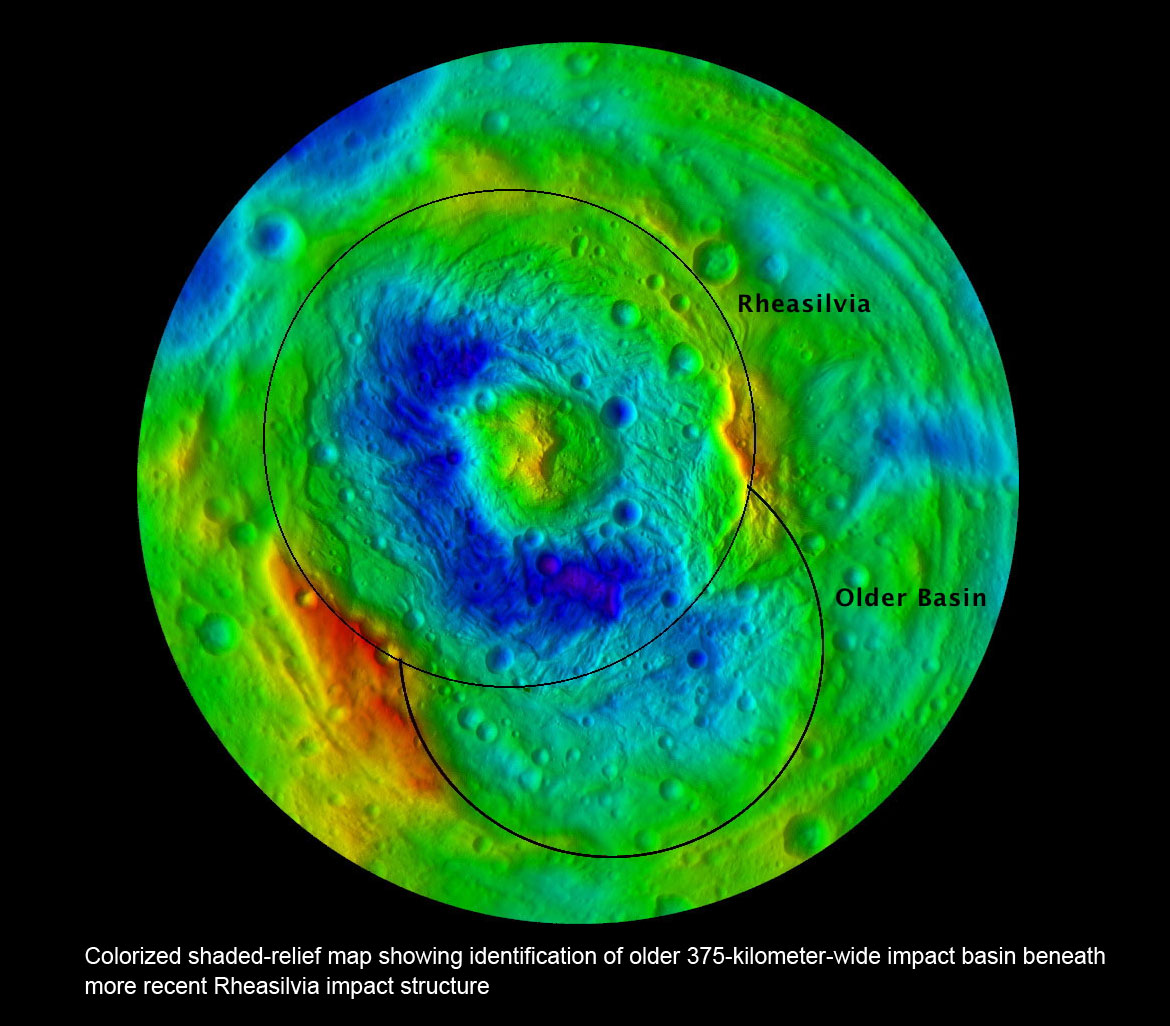
Rheasilvia och den äldre kratern Veneneia som delvis förintades vid det senare nedslaget.
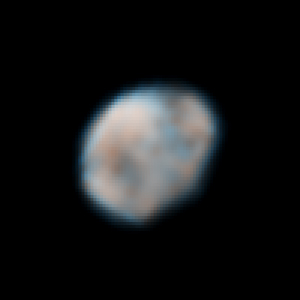
Hubblebild från maj 2007. Den platta delen i nedre högerkant är Rheasilvia sedd i profil.